# أبتاليون بانزر أربعين
أبتاليون بانزر أربعين أو الكتيبة المدرعة الأربعين هو اسم كتيبة دبابات للجيش الألماني خلال الحرب العالمية الثانية. قاتلت الكتيبة أثناء غزو النرويج ( عملية فيزروبونغ) وبعد ذلك خلال عملية الثعلب الفضي، الهجوم الألماني الفنلندي للاستيلاء على ميناء مورمانسك السوفيتي. بقيت الوحدة في فنلندا حتى تم إرسالها إلى أوسلو وحلها.

## عملية فيزروبونغ

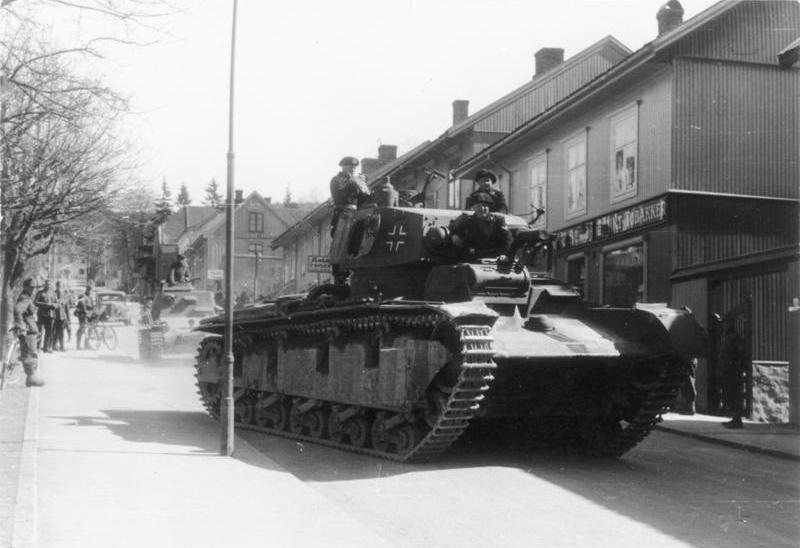
دبابات Neubaufahrzeug في النرويج، 1940

Panzer-Abteilung zur besonderen Verwendung 40 (الترجمة: «وحدة بانزر للاستخدام لأغراض خاصة») تم إنشاؤها باسم Panzer-Abteilung zb V40 في 8 مارس 1940 للغزو الألماني للنرويج والدنمارك. تتكون الوحدة في الغالب من دباباتبانزر-1 وبانزر-2. شاركت في غزو الدنمارك، وتم نقلها إلى النرويج في أبريل 1940.
تتكون الوحدة من قسم المقر الرئيسي وثلاث سريات، واحدة مأخوذة من فرق الدبابات الثالثة والرابعة والخامسة، ولكل منها 3 فصائل. في 9 أبريل 1940، تضمنت الوحدة 69 دبابة (42 بانزر I و21 بانزر II و6 دبابات بانزر I Befehlswagen. ) معظم الدبابات بانزر I كانت Ausf A بينما كانت الدبابات Panzer II في المقام الأول هي Ausf c.
مع الغزوات في 9 أبريل 1940، تم إرسال الريتين الأولى والثانية إلى الدنمارك بينما تم إرسال الشركة الثالثة إلى النرويج على متن سفن النقل Urundi وAntaris H.  في 10 أبريل، 1940 غرقت ANTARIS H من قبل البحرية الملكية غواصة Sunfish مع فقدان 15 panzers وأفراد الطاقم. وصلت دبابتان فقط، الدبابة الأولى والثانية، إلى النرويج. تم تعزيز القوات الألمانية في النرويج من قبل السريات الأولى والثانية، التي شرعت في 20 أبريل ووصلت في 24 أبريل.